# Warriors (Imagine Dragons)
Warriors is een nummer van de Amerikaanse indierockband Imagine Dragons uit 2014. Het is de eerste single van hun tweede studioalbum Smoke + Mirrors, waarvan het op de deluxe editie verscheen.
"Warriors" werd door Riot Games gebruikt voor het wereldkampioenschap League of Legends 2014. Het nummer flopte in Amerika, maar werd in andere landen wel een kleine hit. In Nederland bereikte het de 66e positie in de Single Top 100. De Nederlandse Top 40 of Tipparade werd niet gehaald.

## Tracklijst
- Muziekdownload

1. "Warriors" - 2:51